# Nita (district)
Nita (仁多郡, Nita-gun) is een district in de Japanse prefectuur Shimane.
Op 1 april 2009 had het district een geschatte bevolking van 14.828 inwoners en een bevolkingsdichtheid van 40,3 inwoners per km². De totale oppervlakte bedraagt 368,06 km².

## Dorpen en gemeenten
- Okuizumo

## Geschiedenis
- Op 31 januari 2005 werden de gemeenten Nita  en Yokota samengevoegd tot de nieuwe gemeente Okuizumo

Subprefectuur:
Oki

Steden:
Gotsu · Hamada · Izumo · Masuda · Matsue (hoofdstad) · Oda · Unnan · Yasugi

Districten:
Iishi · Kanoashi · Nita · Ochi · Oki
Gemeenten per district